# Géranylgéranyle diphosphate synthase
La géranylgéranyle diphosphate synthase (GGPS) est une transférase qui catalyse la réaction :
(2E,6E)-farnésyle diphosphate + isopentényle diphosphate  {\displaystyle \rightleftharpoons }  diphosphate + géranylgéranyle diphosphate.
Cette enzyme intervient à la dernière étape de la conversion du pyruvate et du glycéraldéhyde-3-phosphate (G3P) en géranylgéranyle diphosphate (GGPP), d'abord par la voie du méthylérythritol phosphate aboutissant à l'isopentényle diphosphate (IPP) et au diméthylallyle diphosphate (DMAPP), puis sous l'action successive de la diméthylallyltranstransférase (EC 2.5.1.1) et de la (2E,6E)-farnésyle diphosphate synthase (EC 2.5.1.10). Tout comme cette dernière, la géranylgéranyle diphosphate synthase est inhibée par des bisphosphonates.